# Si je pouvais t'aider
Albums de Georges Moustaki
Espérance (Nos enfants) Et pourtant dans le monde
Moustaki, connu aussi sous le nom de Si je pouvais t’aider, dont c’est le premier titre, est un album 33 tours / 30 cm de Georges Moustaki, sorti en 1979.

## Les titres
| 1. | Si je pouvais t’aider                          | Georges Moustaki | Georges Moustaki | 2:05 |
| 2. | Je ne t’avais pas promis                       | Georges Moustaki | Kimpoh Cheah     | 2:32 |
| 3. | Elle est Elle I (avec la voix de Pia Moustaki) | Georges Moustaki | Georges Moustaki | 3:02 |
| 4. | La Seine, la Cène, la Scène                    | Georges Moustaki | Georges Moustaki | 2:47 |
| 5. | Filles d’Eve                                   | Georges Moustaki | Georges Moustaki | 5:04 |
| 6. | Le petit homme et le grand homme               | Georges Moustaki | Georges Moustaki | 1:44 |
| 7. | Kim                                            | Georges Moustaki | Georges Moustaki | 1:53 |

| 8.  | Elle est elle II          | Georges Moustaki | Georges Moustaki                    | 2:28 |
| 9.  | Les faiseurs de pluie     | Georges Moustaki | José Pedra et Mario Lima            | 3:30 |
| 10. | La paresse                | Georges Moustaki | Mario Lima                          | 3:05 |
| 11. | Herbe Folle               | Georges Moustaki | Georges Moustaki                    | 2:27 |
| 12. | L’éternel débutant        | Georges Moustaki | Georges Moustaki                    | 1:58 |
| 13. | Le vieil homme et la mort | Georges Moustaki | Georges Moustaki                    | 2:58 |
| 14. | Marta (instrumental)      |                  | Georges Moustaki et Marta Contreras | 3:05 |

## Interprètes
- Marta Contreras : voix et percussions
- Mario Lima : guitares et voix
- Kimpoh Cheah : flûte et percussions
- Benhamadi Ameziane : voix, batterie et tumbas
- Lionel Lecreux : batterie
- Tony Bonfils : guitare basse
- Pierre-Yves Sorin : contrebasse et voix
- Christian Chevallier : tous les claviers, orchestrations et prise de son
- Claude Maisonneuve : hautbois et cor anglais
- Les Troubadours : guitares et chœurs
- Gérard Niobey : guitare
- Marcel Azzola : accordéon